# Rhopalomyia cockerelli
Rhopalomyia cockerelli är en tvåvingeart som beskrevs av Ephraim Porter Felt 1915. Rhopalomyia cockerelli ingår i släktet Rhopalomyia och familjen gallmyggor.
Artens utbredningsområde är Colorado. Inga underarter finns listade i Catalogue of Life.